# Grot (гвинтівка)
Grot — модульна штурмова гвинтівка розроблена в 2017 році польським заводом «Лучник» для Військ територіальної оборони Польщі.
З 2022 року постачається до України в рамках матеріальної допомоги.

## Історія

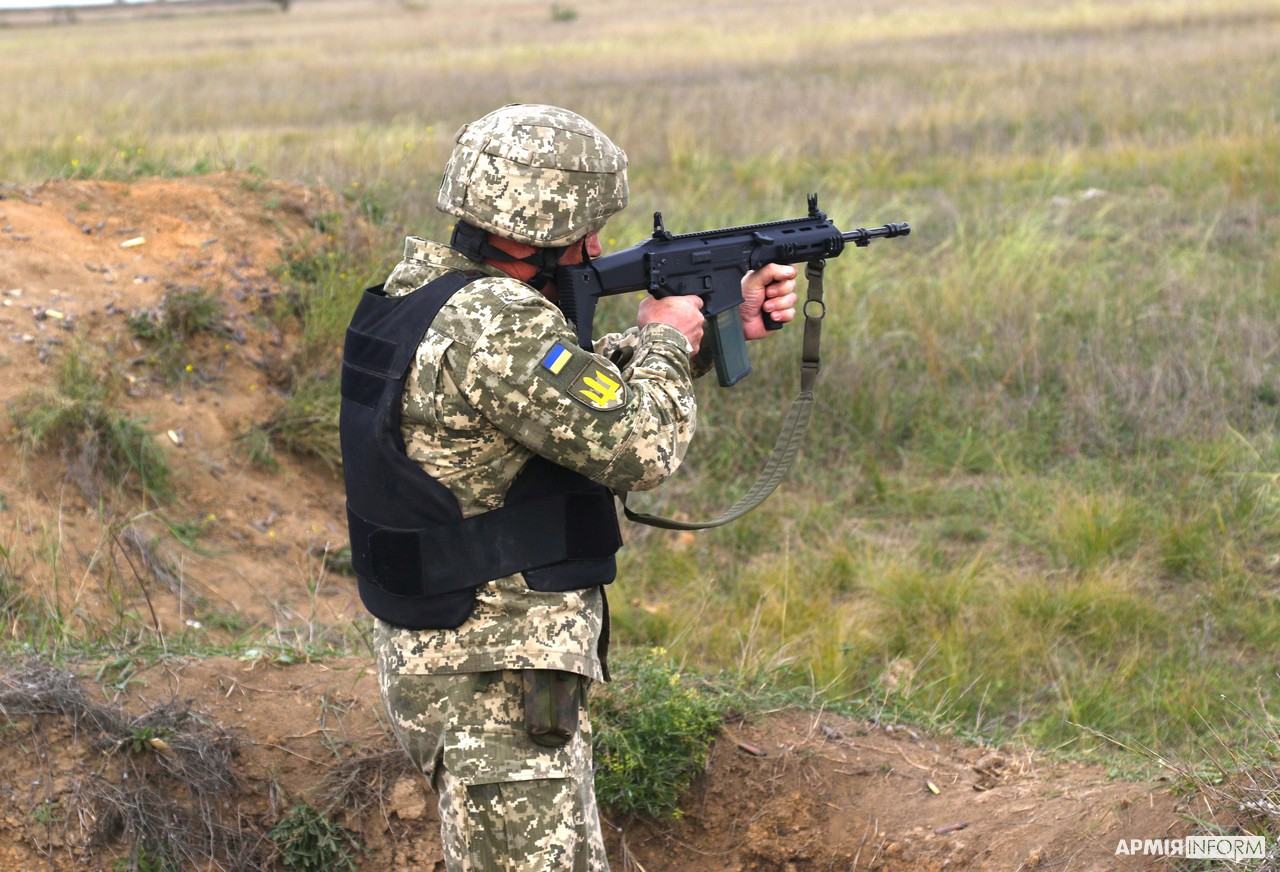
Солдат 59-ї бригади ЗСУ з автоматом «Грот», жовтень 2022 р.

Гвинтівка розроблена польським заводом «Лучник». Спершу гвинтівка мала назву MSBS, що є абревіатурою з пол. Modułowy System Broni Strzeleckiej — модульна система стрілецької зброї.
11 жовтня 2017 року розробник оголосив про успішне завершення випробувань гвинтівки. Із завершенням випробувань була оголошена нова назва — Grot C16 FB-M1. Гвинтівка названа на честь генерала Стефана Ровецького, відомого під позивним «Грот».
У грудні 2017 року на озброєння Військ територіальної оборони Польщі надійшла перша партія з 2 тис. гвинтівок Grot. До 2021 року планується передати 53 тис. одиниць.
25 лютого 2022 року, після вторгнення РФ в Україну, стало відомо, що уряд Польщі має намір поставити для українських збройних сил, серед іншої військової допомоги, також 10 000 одиниць гвинтівок Grot. 11 травня 2022 року стало відомо, що штурмові гвинтівки Grot вже на озброєнні українських підрозділів. В березні-квітні 2022 року Командування підготовки Командування сухопутних сил ЗСУ випустило інструкцію з користування для автоматів Grot — «Інструкція з використання. 5,56 мм стандартний карабін (основний) — версія А2». Інструкцію можна вільно завантажити в мережі Інтернет.
10 червня 2022 року за інформацією Прикордонної служби Республіки Польщі та заводу «Лучник» був підписаний контракт на поставку останньої конструкції (третього покоління) для прикордонних військ. Тож офіцери прикордонної служби мають отримати карабін Grot у версії C16 FB-A2, калібру 5,56×45 мм, з подовженим дулом, новим затвором та модифікованим прикладом.
16 березня 2023 року Міністр оборони Польщі заявив про продаж Україні нової партії штурмових гвинтівок GROT. Однак в січні 2024 року стало відомо, що Україна не замовляла польські гвинтівки Grot.

### Проблеми зі штурмовими гвинтівками Grot
30 квітня 2024 року Окружна прокуратура у Варшаві розпочала слідство щодо постачання до польської армії  штурмових гвинтівок Grot у версіях A0, A1, A2 польського виробництва, які мали технічні проблеми.
Справа стосується чиновників інспекції озброєння ЗС Польщі, які в 2017 році видали рішення та затвердили протокол про кваліфікаційні випробування Grot без врахування технічних проблем зброї. Як наслідок, це призвело до поставок польській армії понад 40 тис. одиниць 5,56-мм гвинтівки MSBS Grot з дефектами, що завдало шкоди державним інтересам з метою отримання фінансової вигоди для постачальника гвинтівки на суму приблизно 299 мільйонів злотих.

## Моделі
- Автоматична штурмова гвинтівка Grot C16 FB-M1 (з підствольним гранатометом GP калібру 40х46SR мм)
- Автоматичний карабін Grot C16 FB-A0
- Карабін з подовженим стволом Grot C16 FB-A2 (марксмен)
- Ручний кулемет

## Оператори
- Польща — 55 000 одиниць (згідно з попередньо оголошеними планами поставок) на озброєнні Військ територіальної оборони Польщі.[3]  2 січня 2023 року був укладений додатковий контракт на постачання штурмових гвинтівок Grot C16 FB-A2. Замовлено майже 70 тисяч одиниць за 826 млн злотих, що приблизно дорівнює 188,7 млн доларів та має довести кількість цих штурмових гвинтівок у Війську Польському, включно з теробороною, до 150 тисяч.[8]
- Україна — 10 000 одиниць на озброєнні Збройних сил України.